# Hospital Psiquiátrico Dr. Philippe Pinel
El Hospital Psiquiátrico Dr. Philippe Pinel es un recinto hospitalario público especializado en salud mental perteneciente a la red asistencial del Servicio de Salud Aconcagua ubicado en el sector de Sahondé, a tres kilómetros de Putaendo, Chile.

## Historia
Fue construido en 1940 como recinto destinado al tratamiento de pacientes broncopulmonares. En 1968 se transformó en hospital de tipo asilar para pacientes psiquiátricos crónicos trasladados desde el Hospital Psiquiátrico El Peral y del antiguo Hospicio de Santiago.
En el año 1977, luego de la incorporación del Hogar de Menores, se creó el Hospital Psiquiátrico de Putaendo, que tomó el nombre del médico francés Philippe Pinel, dedicado al estudio de las enfermedades mentales.